# Żandary
Żandary – tradycyjny obyczaj wielkanocny związany z poznańską Ławicą.
Żandary to tradycyjny korowód przebierańców wyruszających w obchód dzielnicy (dawniej wsi) w lany poniedziałek po porannej mszy w ławickim kościele. Główne postacie korowodu to dziad, baba, niedźwiedź z przywiązanymi do nóg słomianymi kulami, ksiądz z wiaderkiem i kropidłem, grajek, kominiarz i żandarm na drewnianym koniu. Przebierańcy smarują dzieci sadzą, polewają młode dziewczyny wodą oraz składają życzenia gospodarzom, w zamian za co otrzymują drobne kwoty pieniężne lub słodycze. Punkt kulminacyjny żandarów to wspinaczka na komin lokalnej piekarni uskuteczniana przez babę i kominiarza. Baba podczas wspinaczki ukazuje majtki z wizerunkiem diabła. Tradycja ma swoje początki w końcowych latach I wojny światowej. Jest jednym z nielicznych zwyczajów wielkanocnych o korzeniach wiejskich, który przetrwał w dużych miastach w Polsce. Strojami żandarów zainteresowane jest Muzeum Etnograficzne w Poznaniu.